# (462) Erífila
(462) Erífila es un asteroide perteneciente al cinturón de asteroides descubierto el 22 de octubre de 1900 por Maximilian Franz Wolf desde el observatorio de Heidelberg-Königstuhl, Alemania.
Está nombrado por Erífile, un personaje de la mitología griega.
Forma parte de la familia asteroidal de Coronis.